# Los Deportes
Los Deportes va ser una revista espanyola il·lustrada, de tirada quinzenal, que es va publicar a Espanya entre els anys 1897 i 1910, amb un total de 546 números. Incloïa tota l’actualitat del món de l'esport, amb cròniques, notícies i reportatges.

## Història
La revista Los Deportes va ser un mitjà de comunicació espanyol de premsa escrita il·lustrada que es va publicar per primer cop l’1 de novembre de 1897. Impulsada pel periodista Narcís Masferrer i Sala, estava produïda per la impremta Henrich i Cia, una empresa heretada per Manuel Henrich i Girona l’any 1880 que es va encarregar de la impressió dels exemplars fins a l’any 1910, quan va tancar el mitjà.
Los Deportes tenia com a objectiu principal unir al món de l'esport espanyol, oferint un espai sense precedents en la premsa escrita, construït a partir dels testimonis de periodistes amb llarga carrera dins del sector esportiu. De fet, Los Deportes buscava una “regeneració física” del país. Així ho indiquen al seu primer editorial: 
“Con la publicación de los artículos, en Los Deportes pretendemos, buscar la asociación, la amalgama, mejor dicho, de todos los elementos que nos son afines; para que convencidos todos de los sanos móviles que nos impulsan en pró de la regeneración física, marchar unidos hasta lograr conseguirlo"
Los Deportes tenia una publicació quinzenal, arribant a tenir 546 lliuraments d’unes setze pàgines per número en els seus inicis i 26 pàgines en l'etapa final del mitjà. Tenia un preu de 50 cèntims per número, amb una subscripció anual de 12 pessetes. Cada portada té una il·lustració diferent, fet que caracteritzava a la revista. En el seu interior es poden trobar seccions dedicades a l’automobilisme, el ciclisme, la gimnàstica, l’aviació o el rem, entre altres esports.
El maig de 1899 pateix el primer gran canvi, convertint-se en un diari de tirada setmanal. Així ho indicaven a un escrit publicat el 7 de maig de 1899: “A partir de ahora, en Los Deportes encontrará los aficionados noticia concreta y exacta de todas las manifestaciones sportivas que ocurran en toda España y en el extranjero, concediendo mayor importancia á Barcelona porque entendemos que hoy por hoy se la merece y por publicarse aquí”.
Amb el canvi de direcció de 1904, José Llunas, qui havia estat l’home de confiança del mitjà i substitut de la direcció del mateix des dels seus inicis, es posa al capdavant de Los Deportes. Malauradament, Llunas cau molt malalt i s'esdevenen una sèrie de circumstàncies que desvirtuen el producte final del mitjà. Amb la seva mort tornen els canvis de direcció fins a arribar a l’últim responsable, el senyor Luis Espoy de Samá. Serà ell qui imposi el final de les publicacions de Los Deportes.

## Tancament deLos Deportes
Los Deportes finalitzen la seva tirada el 15 de juliol de 1910 amb la publicació del número 546. En aquesta última etapa, Los Deportes es mantenia com a òrgan oficial de les societats Aero-Club de Cataluña, la Real Asociación de Cazadores de Barcelona, la Federación Catalana de Clubs de Football, el Real Polo-Club de Barcelona, el Down-Car Club de Barcelona i el Real Club Automovilista Montañés.
Aquesta etapa va estar sota la direcció del periodista i empresari Luis Espoy de Samá i mantenia Los Deportes com a diari adherit al Cosmopolitan Correspondence Club dels Estats Units d’Amèrica.
L'evolució del mitjà va estar caracteritzada per una notable pèrdua de la seva identitat. El que va començar com la unió de tota l’actualitat relacionada amb l'esport va acabar resultant un conjunt d’accions publicitàries d’esdeveniments del sector, fruit d’una ampliació de les redaccions a partir dels canvis de direcció i l’adhesió al Cosmopolitan Correspondence Club americà.
A l’últim número no es fa cap referència al tancament del mitjà, resultant una incògnita el perquè del seu final. Tot i així, una de les causes del seu tancament va ser la creació de Mundo Deportivo.